# Статут королеви Анни

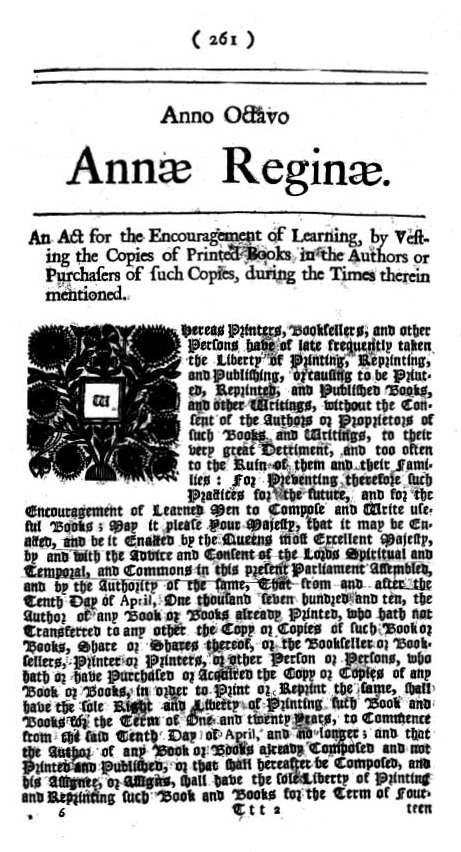
Друкований примірник статуту

Статут королеви Анни — перший в історії офіційний документ, який визначав та охороняв авторські права авторів і видавців. Ухвалений в Англії 1709 р., чинності набрав 10 квітня 1710 р. Названий на честь королеви Анни, за часів правління якої статут і було ухвалено.
Коротка назва статуту, яку часто можна зустріти в англомовній літературі — Copyright Act 1709. Повна назва — «An Act for the Encouragement of Learning, by vesting the Copies of Printed Books in the Authors or purchasers of such Copies, during the Times therein mentioned» (Акт про заохочення обліку шляхом надання авторам та покупцям прав на копіювання друкованих книг на нижчевказаний період часу).

## Основні положення статуту
Статут вперше в історії обмежив авторське право певним строком:
- строк дії авторського права на твори, опубліковані після набрання сили Статутом — 14 років. Якщо на час закінчення зазначеного терміну автор був живим, він міг поновити це право на додатковий 14-річний строк.

- строк дії авторського права на твори, опубліковані до введення в силу Статуту — 21 рік без права його поновлення.

Статут запобігав монополії на продаж книг та встановлював інститут публічного надбання шляхом обмеження терміну дії авторського права та позбавлення власника авторського права можливості контролювати використання свого твору після того, як цей твір куплено. Винагорода автору, однак, залишалася мінімальною, оскільки для отримання плати за твір він повинен був передати це право видавцю. Таким чином, рукопис не мав ринкової ціни до тих пір, доки автор не передав свої права видавцеві.
Крім того, цей документ значно полегшив доступ публіки до літератури: якщо особа вважала, що продаж книги здійснюється за занадто високою ціною, вона мала право подати скаргу на ім'я громадського представника з проханням про зниження ціни на певну книгу. Введення такого положення є свідченням того, що розробники проекту Статуту дійсно переслідували мету задовольнити інтереси суспільства.